# Прудины (Витебская область)
Прудины (бел. Прудзіны) — деревня в Бешенковичском районе Витебской области Беларуси. Входит в состав Улльского сельсовета.

## География
Деревня находится в центральной части Витебской области, на левом берегу реки Хотинки, к западу от автодороги Н-2016, на расстоянии приблизительно 18 километров (по прямой) к северо-западу от городского посёлка Бешенковичи, административного центра района. Абсолютная высота — 130 метров над уровнем моря. Площадь населённого пункта — 0,0203 км².

## История
По состоянию на 1906 год, имелось две близлежащие деревни: Прудины-1 и Прудины-2, а также одноимённые фольварок и застава. В перечисленных населённых пунктах насчитывалось 22 двора и проживало 143 человека (66 мужчин и 77 женщин). В административном отношении входили в состав Мартиновской волости Лепельского уезда Витебской губернии.
До 2004 года Прудины входило в состав Сокоровского сельсовета.

## Население
По данным переписи 2019 года, постоянное население в деревне отсутствовало.
| Год  | Население, человек |
| ---- | ------------------ |
| 1906 | 143                |
| 2009 | ↘ 0                |
| 2019 | → 0                |